# Peter Brandt (Botaniker)
Peter Brandt (geboren am 27. August 1946 in Bernburg an der Saale) ist ein deutscher Botaniker.

## Leben
Peter Brandt studierte Biologie und promovierte zum Thema „Apochlorose von Euglena gracilis durch höhere Temperatur“. 1984 erfolgte die Habilitation (Titel der Arbeit „Thylakoiddifferenzierung in unicellulären Algen als Testsystem für den Grad der Koordination zwischen plastidärer und cytoplasmatischer Translation“).

## Publikationen

### Fachbücher
- Molekulare Aspekte der Organellenontogenese. Springer, Heidelberg 1988, ISBN 3-540-18959-9.
- Evolution der eukaryotischen Zelle. Thieme, Stuttgart 1991, ISBN 3-13-772301-9.
- Transgene Pflanzen. Birkhäuser, Basel 1995, ISBN 3-7643-5202-7.
- Was geht uns die Gentechnik an? BoD, 2003, ISBN 3-8334-0189-3.
- Zukunft der Gentechnik. Birkhäuser, Basel 2013, ISBN 978-3-0348-6108-3.
- Trotz Klimawandel Lebensmittelsicherheit: Wie lange noch? BoD, 2025, ISBN 978-3-7693-2426-6.
- Die aktuelle Büchse der Pandora: Ewigkeitschemikalien PFAS und Konsorten. BoD, 2025, ISBN 978-3-7693-5015-9

### Fachaufsätze
- Aspects of translational coordination during chloroplast development. In: Wiessner et al., Compartments in algal cells and their interaction. Springer, Heidelberg, 1984, S. 47–57, ISBN 3-540-13318-6
- The organelle versus endosymbiont problem of Cyanophora paradoxa. In: Wiessner et al., Compartments in algal cells and their interaction. Springer, Heidelberg, 1984, S. 69–75. ISBN 3-540-13318-6
- Two different forms of LHC in the green alga Chlamydobotrys stellata. In: Wiessner et al., Algal development, Springer, Heidelberg, 1987, S, 164–176, ISBN 3-540-17716-7
- Regulation of chloroplast differentation: Cooperation between light.induced processes and internal adaptition. In: Wiessner et al. Algal development, Springer, Heidelberg, S. 134–141, ISBN 3-540-17716-7.

### Belletristik (als Holger Nielsen)
- Ralfs Erbe. BoD, 2003, ISBN 3-8330-0594-7.
- Wer, wenn nicht er? BoD, 2011, ISBN 978-3-8423-5685-6.
- Mein zweiter Schlaganfall und mein Weg zurück zu mir. BoD, 2024, ISBN 978-3-7583-6716-8.
- Tödlicher Sturz von den Kreidefelsen. BoD, 2024, ISBN 978-3-7597-1470-1.
- Konrads Karriere Knick. BoD, 2024, ISBN 978-3-7597-3613-0.
- Wie Phönix aus der Asche, leider leicht lädiert. BoD, 2024, ISBN 978-3-7597-9473-4.
- Fatales Wiedersehen in Sassnitz. BoD, 2024, ISBN 978-3-7693-2102-9.
- Bentes Drama in Lohme. BoD, 2025, ISBN 978-3-8192-9529-4.